# Auguste Aridas
Auguste Aridas, né à Angers (Maine-et-Loire), le 29 mai 1848, et mort à Saint-Brice-sur-Vienne (Haute-Vienne), le 30 juillet 1929, est un artiste peintre français.

## Biographie

### Jeunesse et études
Auguste Aridas, est, pour l’état-civil, à sa naissance, Auguste Thomas Marie Aridas ; il est le fils d’Auguste Aridas, cordonnier, qui est membre de la société secrète républicaine et socialiste dite « la Marianne » ; il sera condamné, en 1855, pour sa participation à l’émeute organisée par ce groupe dans la région d’Angers-Trélazé, et il sera astreint à dix ans de colonie pénitentiaire à Cayenne, où il décèdera en 1856. Auguste Aridas quitte Angers pour entreprendre des études artistiques à Paris ; il est l’élève à l’École nationale des beaux-arts de Paris de Jean-Léon Gérôme ; ce professeur, artiste-peintre, défendra toute sa vie le courant académique en peinture, et il sera un adversaire déterminé du courant impressionniste.

### Professeur de dessin
Auguste Aridas s’installe à Limoges en 1881 pour y être professeur dans la division supérieure de dessin à l’École des Arts Décoratifs de la ville, dont le directeur est Auguste Louvrier de Lajolais. Il participe, avec d’autres professeurs de cette école, à l’exposition « Blanc et Noir », qui se tient, à Limoges, en mai 1889, puis à nouveau en 1903. Dans cette école, il enseignera, pendant une trentaine d’années, à de nombreux élèves, parmi lesquels Jeanne Klein, qui sera, à son tour, professeure dans cette même école, et mènera une carrière d’artiste-peintre. Cette école, qui accueillait de nombreuses jeunes filles, était le vivier d’une main d’œuvre qualifiée, employée dans les entreprises de porcelaine de la ville, en particulier pour les travaux de peinture sur porcelaine.

### Artiste-peintre
Les œuvres peintes d’Auguste Aridas ont figuré, à Paris, au Salon des artistes français, en 1878, 1882, 1889, ainsi qu'au Salon des Indépendants, en 1907, où il expose aux côtés des peintres impressionnistes. En dépit de sa formation académique reçue à Paris, et malgré sa position de professeur de dessin classique à Limoges, Auguste Aridas est influencé par les techniques impressionnistes que l’on retrouve dans ses peintures ; cela fait de lui un peintre postimpressionniste. Il compose des peintures de genre, des paysages, des natures mortes, des portraits. Il compte, parmi ses amis, des peintres de Limoges, comme Paul-Laurent Courtot et Charles Bichet.
Des œuvres d’Auguste Aridas figurent dans les collections de musées, comme le Musée des Beaux-Arts d'Angers, ou le Musée des Beaux-Arts de Limoges ; il est également présent dans des collections privées que des amateurs d’art ont constituées en rassemblant des œuvres de peintres du Limousin, contemporains d’Auguste Aridas, comme Courtot ou Bichet.

## Ses œuvres
Quelques œuvres d’Auguste Aridas :
- « Bords De Vienne vers Eymoutiers », huile sur carton 46 x 38 cm. Collection privée.
- « Atelier de retoucheuses sur porcelaine », huile, vers 1903, 65 x 81 cm.  Musée des Beaux-Arts d'Angers.
- « Bergère et son troupeau en Limousin », huile sur panneau, vers 1920, 62 x 82 cm. Collection privée.
- « Pont et cathédrale Saint-Etienne de Limoges", 1900. Musée des Beaux-Arts de Limoges.
- « L’Atelier », huile sur panneau de bois, 47 x 62 cm. Collection privée

## Galerie

Œuvres d’Auguste Aridas
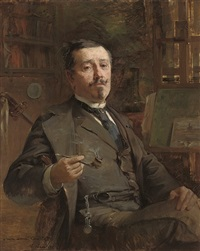
« Professeur Paul Laurent Courtot fumant la pipe », huile sur toile, 55 x 46 cm. Collection privée.
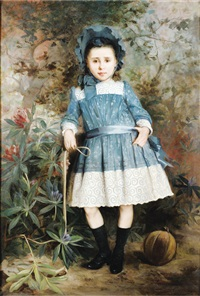
« Portrait de fillette », huile sur toile, 143 x 98 cm. Collection privée.
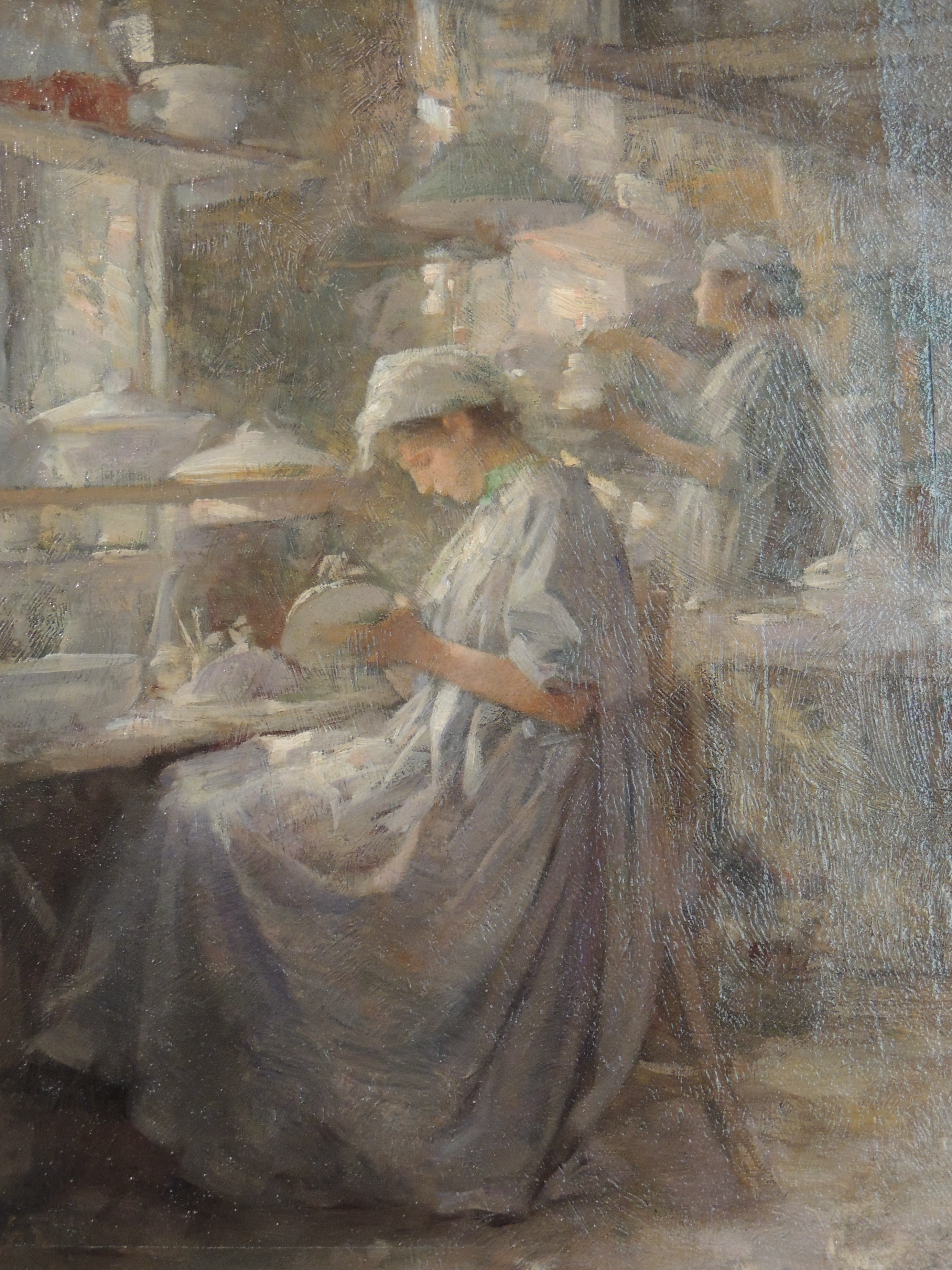
« Atelier de retoucheuses, fabrique de porcelaine Boisbertrand à Limoges », huile sur panneau. Musée des Beaux-Arts de Limoges.
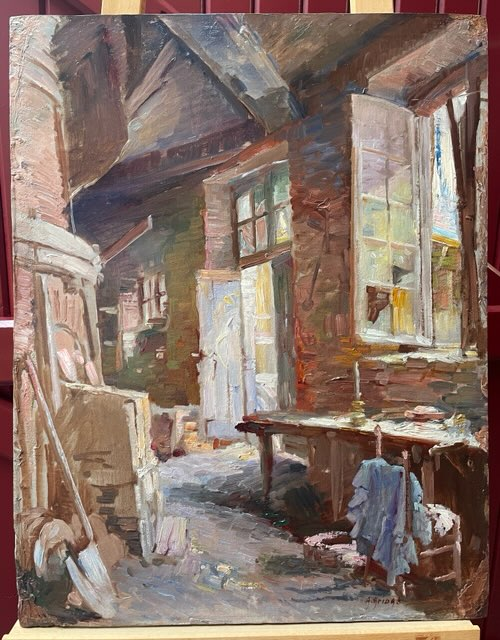
« L’Atelier », huile sur panneau de bois, 62x47 cm. Collection privée.

### Odonymes
- Une voie porte son nom à Limoges : Rue Auguste Aridas, une voie qui est située dans le quartier de La Bastide, au nord de Limoges, et qui est dans la continuité de la Rue du Docteur Jouhaud, autre peintre limousin[7].